# Mouravlenko
Mouravlenko (en russe : Муравленко) est une ville du district autonome des Iamalo-Nenets, en Russie. Sa population s'élevait à 31 561 habitants en 2020.

## Géographie
Mouravlenko est située dans la plaine de Sibérie occidentale, à 88 km au nord-ouest de Noïabrsk, à 479 km au sud-est de Salekhard, à 883 km au nord-est de Tioumen et à 2 214 km au nord-est de Moscou.

## Histoire
Mouravlenko a été fondée en 1984 pour les besoins de l'exploitation pétrolière, sous le nom de Mouravlenkovski (Муравленковский). Elle reçut le statut de ville le 6 août 1990. Elle fait partie du raïon Pourovski.

## Population
Recensements (*) ou estimations de la population
| 1989*  | 2002*  | 2010*  | 2012   | 2013   | 2014   |
| ------ | ------ | ------ | ------ | ------ | ------ |
| 23 100 | 35 926 | 33 391 | 33 518 | 33 247 | 33 016 |

| 2015   | 2016   | 2017   | 2018   | 2019   | 2020   |
| ------ | ------ | ------ | ------ | ------ | ------ |
| 32 786 | 32 649 | 32 540 | 32 427 | 32 132 | 31 561 |